# Sinkopa
Sinkopa (grč. συγχοπὴ (συνκοπὴ) = prerezati, engl. syncopation, franc. syncope, njem. Synkope, tal. sincope) je u glazbi naziv za karakterističnu ritamsku figuru, čije je glavno obilježje isticanje, t.j. naglašavanje tona, odnosno zvuka na nenaglašenom dijelu takta, dobe ili dijela dobe.

## Notni primjeri
Sinkopirani ritam u četverodobnoj mjeri: na prijelazu iz prvoga u drugi takt, sinkope su nastavljene pomoću ligature.
 Sinkopirani ritam u taktu: prilikom izvedbe naglašavaju se laki dijelovi svake dobe.
 Sinkopirani ritam u taktu: punktirana nota kao "uzrok" sinkope između druge i treće dobe u taktu.
 Sinkopa nastala povezivanjem lakoga dijela četvrte dobe prvoga takta s prvom, teškom dobom sljedećega.